# Люценко, Любовь Николаевна
Любовь Николаевна Люценко (1856, Киев — после 1920) — российская оперная певица (драматическое сопрано) и педагог по вокалу.

## Биография
Образование получила в венском институте «Фрёлих» и уже в юности часто выступала в любительских спектаклях. С 1869 по 1874 год училась пению у А. Р. Осберга и Дж. Гальвани в Московской консерватории. Изучала сценическое искусство у И. Я. Сетова в Санкт-Петербурге, одновременно совершенствуясь у него в пении. В 1874 году при поддержке Сетова состоялся её дебют на киевской оперной сцене — она исполнила партию Антониды в опере Глинки «Жизнь за царя». В Киеве она пела весь тот сезон, а также в сезоне 1880/81.
В 1875—1876 годах пела на сцене Одесского оперного театра и в это же время выступала на сцене Харькова.
С 1976 по 1880 выступала как солистка Большого театра в Москве. В 1880—81 — солистка Мариинского театра в Петербурге. В 1882/83 годах пела на сцене Венской оперы, затем переехала в Зальцбург, где пела до 1885 года.
После Австрии вернулась в Россию, где пела на различных сценах, в том числе в 1891 и в 1893 годах в Казани, в 1892 году — в Тифлисе и Батуми, после чего переехала в Санкт-Петербург.
С 1891 года стала также заниматься музыкально-педагогической деятельностью — открыла свой класс пения сначала в Казани, затем в столице Российской империи, а позже в Киеве, где с 1906 года работала в музыкально-драматической школе при министерстве внутренних дел. Точная дата её смерти не установлена.
По мнению критиков, отличалась в первую очередь сильным, звонким и ровным голосом и актёрскими способностями, имея при этом недостатки в вокальной школе и несовершенство музыкальной техники. Талант Люценко высоко ценил Г. Ларош.
Некоторые из её учеников (А. Бармич, Н. Ван-дер-Вейде, В. Златогора, В. Клопотовская, Е. Ковелькова) стали впоследствии известными певцами.
Известность имел также её сын Николай Павлович Люценко (1870 — ?), основатель музыкального кружка, пропагандировавшего цыганскую и народную музыку. Со своим хором он успешно концертировал в столицах и в провинции.

## Партии
- партия Аиды в опере «Аида» — первая исполнительница на сцене Большого театра
- партия Гальки в опере «Галька» — лучшая партия
- партия Надежды в опере «Аскольдова могила»
- партия Антониды в опере «Жизнь за царя»
- партия Людмилы в опере «Руслан и Людмила»
- партия Леоноры в опере «Трубадур»